# Desultory
I Desultory sono una band death metal svedese formatasi a Stoccolma nel 1989.

## Formazione

### Formazione attuale
- Klas Morberg - chitarra e voce
- Håkan Morberg - chitarra
- Johan Bohlin - basso
- Thomas Johnson - batteria e voce

### Ex componenti
- Stefan Pöge - chitarra
- Jens Almgren - basso

## Discografia

### Album in studio
- 1993 - Into Eternity (Metal Blade Records)
- 1994 - Bitterness (Metal Blade Records)
- 1996 - Swallow the Snake (Metal Blade Records)
- 2010 - Counting Our Scars (Pulverised Records)
- 2017 - Through Aching Aeons (Pulverised Records)

### EP
- 1991 - Forever Gone (House of Kicks)

### Demo
- 1990 - From Beyond
- 1990 - Death Unfolds
- 1991 - Visions